# Удод, Иван Михайлович
Иван Михайлович Удод (1920, Драбовский район — 28 марта 1944, Николаев) — Герой Советского Союза, участник «десанта Ольшанского», заместитель командира отделения противотанковых ружей (ПТР) 384-го отдельного батальона морской пехоты Одесской военно-морской базы Черноморского флота, краснофлотец.

## Биография
Родился в 1920 году в селе Мехедовка ныне Драбовского района Черкасской области Украины в семье крестьянина. Украинец. Окончил 5 классов. Работал в колхозе, затем врубовым машинистом на шахте № 4-бис в городе Красный Луч Ворошиловградской (ныне Луганской) области.
В Военно-Морском Флоте с 1940 года. Службу проходил на Черноморском флоте стрелочником в железнодорожной роте в городе Новороссийск.
На фронте в Великую Отечественную войну с июня 1941 года. В составе морской пехоты участвовал в обороне Севастополя и Новороссийска.
В мае 1943 года матрос Удод был направлен в сформированный 384-й отдельный батальон морской пехоты Черноморского флота. В сентябре 1943 года по боевой характеристике И. М. Удод был принят в ряды ВКП(б)/КПСС.
Осенью 1943 года участвовал в десантных операциях в города Азовского побережья: Таганрог, Мариуполь, Осипенко (ныне Бердянск). За отличие в этих боях был награждён орденом Красной Звезды. Затем были бои на Кинбурнской косе, освобождение посёлков Херсонской области Александровка, Богоявленское (ныне Октябрьский) и Широкая Балка.

## Подвиг
Во второй половине марта 1944 года войска 28-й армии начали бои по освобождению города Николаева. Чтобы облегчить фронтальный удар наступающих, было решено высадить в порт Николаев десант. Из состава 384-го отдельного батальона морской пехоты выделили группу десантников под командованием старшего лейтенанта Константина Ольшанского. В неё вошли 55 моряков, 2 связиста из штаба армии и 10 сапёров. Проводником пошёл местный рыбак Андреев. Одним из десантников был матрос Удод.
Двое суток отряд вёл кровопролитные бои, отбил 18 ожесточённых атак противника, уничтожив при этом до 700 солдат и офицеров врага. Во время последней атаки фашисты применили танки-огнемёты и отравляющие вещества. Но ничто не смогло сломить сопротивление десантников, принудить их сложить оружие. Они с честью выполнили боевую задачу.
28 марта 1944 года советские войска освободили Николаев. Когда наступающие ворвались в порт, им предстала картина происшедшего здесь побоища: разрушенные снарядами обгорелые здания, более 700 трупов фашистских солдат и офицеров валялись кругом, смрадно чадило пожарище. Из развалин конторы порта вышло 6 уцелевших, едва державшихся на ногах десантников, ещё 2-х отправили в госпиталь. В развалинах конторы нашли ещё четверых живых десантников (одним из них был матрос Удод). От тяжёлых ранений и отравления газами он умер вечером 28 марта 1944 года в госпитале. Пали все офицеры, старшины, сержанты и многие краснофлотцы. Погиб и матрос И. М. Удод.
Похоронен в братской могиле в городе Николаев в сквере 68-ми десантников.
Весть об их подвиге разнеслась по всей армии, по всей стране. Верховный Главнокомандующий приказал всех участников десанта представить к званию Героя Советского Союза.
Указом Президиума Верховного Совета СССР от 20 апреля 1945 года за образцовое выполнение боевых заданий командования на фронте борьбы с немецкими захватчиками и проявленные при этом отвагу и геройство матросу Удоду Ивану Михайловичу было присвоено звание Героя Советского Союза (посмертно).
Награждён орденами Ленина, Красной Звезды, медалью.
Их именем названа улица города Николаева, открыт Народный музей боевой славы моряков-десантников. В Николаеве в сквере имени 68-ми десантников установлен памятник. В посёлке Октябрьском на берегу Бугского лимана, откуда уходили на задание десантники, установлена мемориальная гранитная глыба с памятной надписью.